# Saruma henryi
Saruma es un género botánico monotípico de plantas fanerógamas perteneciente a la familia Aristolochiaceae. Su única especie: Saruma henryi Oliv. es originaria de Asia.

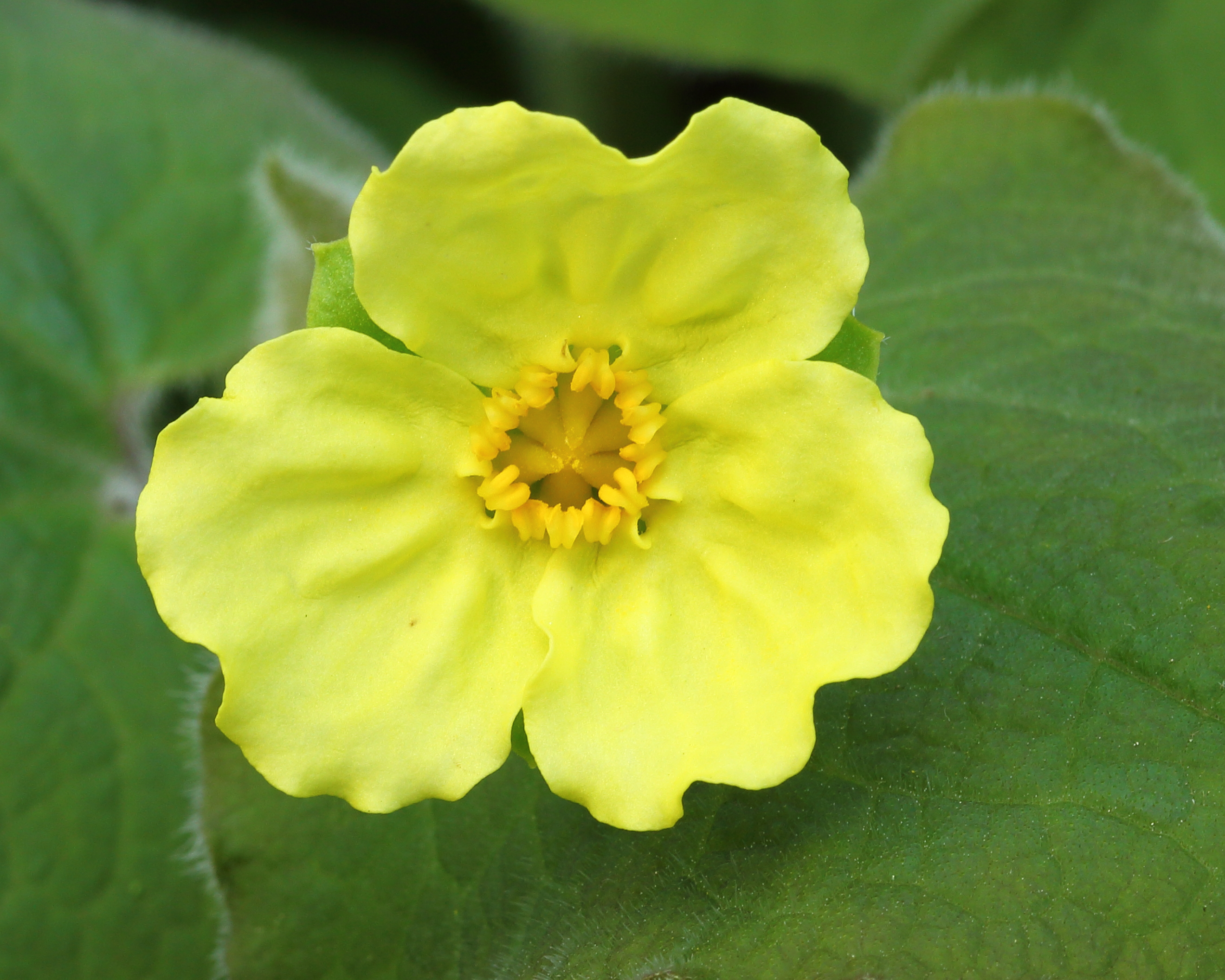
Detalle de la flor

## Descripción
Tiene rizomas robustos, de 5 mm de diámetro. Tallos de 0,5-1 m de altura pubescentes, gris-marrón. Pecíolo de 3-12 cm, pubescentes; hojas cordadas de 6-15 × 5-13 cm, ambas superficies pubescentes, base cordada, ápice cortamente acuminado. Pedicelo 2-3.5 cm, pubescentes. Cáliz con lóbulos de. 10 × 7 mm. Pétalos de color amarillo o amarillo verdoso, cordados-reniformes, garras, de 10 × 8 mm. La fruta, 6-8 × 4-6 mm. Semillas deltoides-obconicas de 3 mm, transversalmente rugosa. Fl. Abril-julio.

## Distribución y hábitat
Se encuentra en los densos bosques, valles, orillas de arroyos, a una altitud de 600-1000 metros en Gansu, Guizhou, Hubei, Jiangxi, Shaanxi y Sichuan.

## Propiedades
Esta especie se utiliza con fines medicinales.

## Taxonomía
Saruma henryi fue descrita por Daniel Oliver (botánico)  y publicado en Hooker's Icones Plantarum 19(4): , pl. 1895. 1889.